# TNT体育 (英国)
TNT体育（TNT Sports），前称英國電信體育台（BT Sports）是英國電信轄下的體育頻道，業務在英國和愛爾蘭，於2013年8月1日啟播，總部位於倫敦奧林匹克公園的前國際廣播中心大樓。觀眾能在英國的英國電信電視 (BT TV)、英國天空廣播、維珍媒體收看，愛爾蘭地區則能在UPC愛爾蘭收看。

## 外部連結
- 官方网站